# Docha Rioboo
Docha Rioboo (La Coruña, 1946) es una escultora española.

## Biografía
Docha Rioboo inició su actividad en el mundo del arte a muy temprana edad. A los 16 años comenzó su formación en el estudio de Federico Coullaut-Valera (Madrid, 1912) hijo del reputado escultor Lorenzo Coullaut Valera y sobrino-nieto del escritor Juan Valera.
Cuando solo contaba con 17 años, Docha Riobóo obtuvo la Tercera Medalla Salón de Otoño de Madrid; en esa época combinaba su actividad con el diseño de Porcelanas Bidasoa. En 1969 fue galardonada con la Segunda Medalla Salón de Otoño y en el año 1971 obtuvo la Primera medalla Salón de Otoño, en el XLI Salón de Otoño organizado por la Asociación Nacional de Pintores y Escultores y que se desarrolló en el Palacio de Cristal del Retiro de Madrid.
Su obra ha sido reconocida con diversos premios como son el Palillo de Oro del Salón Cano (1970, Madrid), el Premio Marqués de las Amarillas (1971, Madrid), el Premio Barrié de la Maza (1974, La Coruña), el Premio Santiago de Santiago (1976, Madrid), o la Mención Honorífica en el Concurso de Proyectos para el Monumento a Simón Bolívar (1978, La Coruña).
La obra de Docha Riobóo, eminentemente figurativa, abarca diversos campos de la creación artística, como son el retrato escultórico, la obra monumental, la medalla, el diseño y la restauración.
Su obra monumental la podemos encontrar en diversos puntos de la geografía española; realizó en 1972 la escultura Virgen de las Rosas en Santa Cruz de Tenerife, en 1973 el Hombre del Mar en Sanlúcar de Barrameda, Cádiz, en 1977 los murales del Instituto Social de la Marina en Palma de Mallorca, en 1985 realizó los bustos del exterior del edificio La Terraza en los Jardines de Méndez Núñez de la ciudad de La Coruña, y posteriormente en el año 1993 las esculturas para las áreas de descanso en Portonovo y Laracha de las carreteras dependientes de la Junta de Galicia.
En el campo de la medalla destacamos la realización de la Medalla Conmemorativa de la Jornada Mundial de la Juventud en Santiago de Compostela en el año 1989, la Medalla Conmemorativa de la Inauguración del Museo de Arte Sacro de La Coruña en el año 1990, o la Medalla Conmemorativa del V Centenario de la Colegiata de Santa María del Campo de La Coruña, en 1994.

## Distinciones
Palillo de Oro, 1970 Salón Cano, Madrid
Primera Medalla Salón de Otoño, 1971 Madrid
Premio Marqués de las Amarillas, 1971, Madrid
Premio Barrié de la Maza, 1974, La Coruña
Premio Santiago de Santiago, 1976, Madrid
Mención Honorífica Monumento a Simón Bolívar, 1978, La Coruña